# Lars Hedegaard
Lars Hedegaard (Jensen) (* 1942 in Horsens bei Århus) ist ein dänischer Historiker, Journalist und Autor.

## Leben und Wirken
Bis 1982 war Hedegaard Mitglied der Socialistisk Arbejderparti. Ende der 1980er Jahre war er Chefredakteur der linksliberalen Tageszeitung Dagbladet Information, später war er Kolumnist der konservativen Zeitung Berlingske Tidende. Er wendet bis heute marxistische Gesellschaftsanalysen an. 2004 gründete er, als Gegenpol zum dänischen P.E.N., die Trykkefrihedsselskabet (Gesellschaft für Pressefreiheit).
Er kritisiert, dass die vielfach verbotene Organisation Hizb ut-Tahrir, die unter anderem zum bewaffneten Widerstand gegen skandinavische Soldaten in Afghanistan aufrief, sich in Dänemark weiterhin frei entfalten kann. Nach Hedegaards Auffassung vertrete die Mehrheit der Imame in Dänemark den Islam als eine Ideologie, die mit Kommunismus und Nazismus vergleichbar sei. Außerdem stellte er sich hinter die 2005 veröffentlichten Mohammed-Karikaturen.
Nachdem er im Dezember 2009 ein informelles Gespräch mit zwei Journalisten geführt hatte, und dieses am folgenden Tag im O-Ton im Netz stand, wurde er vom Leiter des Dokumentations- og rådgivningscenteret Niels-Erik Hansen wegen Volksverhetzung angezeigt. Im April 2012 wurde er am obersten Gericht freigesprochen, da das Gespräch nicht zur Veröffentlichung vorgesehen war und somit der Tatbestand der Volksverhetzung nicht erfüllt war.

## Mordanschlag
Am 5. Februar 2013 verübte ein als Postbote verkleideter Mann einen Attentatsversuch auf ihn. Er schoss auf Hedegaard, verfehlte ihn aber. Der Täter konnte entkommen. Der Tat verdächtigt wird der dänisch-libanesische Basil Hassan, der sich in Syrien der Terrororganisation „Islamischer Staat“ angeschlossen haben soll und mit internationalem Haftbefehl gesucht wird. Hassan war zwischenzeitlich in der Türkei verhaftet, später jedoch wieder freigelassen worden, möglicherweise im Rahmen  eines Austauschs gegen Geiseln des „Islamischen Staates“. Hassan wird von den USA als Terrorist (Specially Designated Global Terrorist) gesucht.

## Veröffentlichungen
- Fundamental historie
  - Alfabetisk opslagsbog (GEC Gad, 1973) (Alphabetisches Nachschlagewerk)
  - Fra krig til krig. Tiden 1914-45 (GEC Gad, 1974) (Von Krieg zu Krieg.  Zeit von 1914 bis 1945)
  - Den amerikanske Fred. Tiden 1945-62 (GEC Gad, 1975) (Der amerikanische Frieden. Zeit von 1945 bis 1962)
  - Produktion og Samfund: Danmarks og Nordens historie (Gad, 1978) (Produktion und Gesellschaft: dänische und skandinavische Geschichte)
  - Den permanente krise. Tiden 1962-79 (Gad, 1979) (Die permanente Krise.  Zeit von 1962 bis 1979)
  - Krise og opbrud : tiden 1945-84 (Gjellerup & Gad, 1984) (Krise und Umbrüche der Zeit von 1945 bis 1984)
- Hvem-Hvad-Hvor 1984 (Hrsg.)(Politikens Forlag, 1983) (Wer-Was-Wo 1984)
- Politikens Ruslandshistorie, Band 1–3 (Hrsg.) (Politikens Forlag, 1986)
- Bjarne Lindström, Noralv Veggeland: Regionalpolitikken utfordres;  (NordREFO, 1992)
- Noralv Veggeland: Det sterke Norden i et regionalisert Europa  (Vett & Viten 1994)
- En nordisk mening med Europa (Foreningen Norden, 1994)
- Bosnia and the West : a hearing 15-16 January 1996 (Det Udenrigspolitiske Selskab, 1996)
- Temaer til tiden, bind 1 (med Jørgen Lerche Nielsen) (Gyldendal Uddannelse, 1997)
- Groft sagt : Lars Hedegaards 100 bedste (Trykkefrihedsselskabets Bibliotek, 2009)
- mit Helle Merete Brix, Torben Hansen: I krigens hus : islams kolonisering af Vesten; deutsch: Im Hause des Krieges – Wie der Islam den Westen kolonialisiert; (der Titel lehnt sich an Dār al-Harb an)
- 1400 Jahre Krieg – Die islamische Strategie; 2009[9]
- mit Bjarne Lindström: Northern European and Baltic Sea Integration (nebi)-Yearbook